# Купа на Германия
Купата на Германия (на немски: DFB-Pokal) (до 1943 г.: Купа Чамер (на немски: Tschammer-Pokal)) е футболен турнир, провеждан от 1935 г. до днес, в който участват германски клубни отбори. Провежда се ежегодно под егидата на Германския футболен съюз и е второто по значимост футболно състезание на Германия след германското първенство.
Победителят в надпреварата се определя на принципа на директната елиминация, а съперниците се определят чрез жребий, който се тегли преди всеки кръг на турнира. За първия кръг се класират 36-те отбора от Първа и Втора Бундеслига, както и още 28 тима от по-долни дивизии. В случай, че представител на някоя от двете бундеслиги се падне да играе с отбор от по-ниска лига, то долноразредният клуб автоматично получава домакинско предимство. Когато мачът завърши при равен резултат в редовното време, се преминава към две продължения по 15 минути. Когато и след тяхното изиграване не се излъчи победител, дузпите определят тима, който продължава напред. От 1985 г. финалът в турнира за Купата на Германия се играе на Олимпийския стадион в Берлин.
Актуалният носител на трофея Байерн Мюнхен спечелва за двадесети път турнира в 77-ото му издание след победа над Байер Леверкузен с 4:2 в отложен финал за купата поради пандемията от коронавирус на 4 юли 2020 г.

## История

### Купа Чамер
Предшественик на днешния турнир за Купата на Германия е състезанието Първенство за германската клубна купа, което придобива публичност като Купа Чамер, на името на Ханс фон Чамер унд Остен – отговорник за имперския спорт по времето на Третия райх и инициатор за създаването на турнира. Идеята за Купа Чамер идва от Англия, където ежегодно се провежда Купата на футболната асоциация, финалът на която се провежда на лондонския стадион Уембли от 1923 г.
В първото издание на турнира, започнало на 6 януари 1935 г., вземат участие повече от 4000 отбора. За отборите оттогавашните елитни Гаулиги и втородивизионни окръжни дивизии участието е задължително, а за останалите членове на местните футболни съюзи участието е по желание. Първоначално клубовете играят квалификации в три кръга за класиране в заключителния кръг с участието на 64 отбора. Гаулигистите, с малки изключения, по право започват от третия квалификационен кръг на надпреварата. Първият изненадващ отбор в турнира е отбора от окръжната група на Берлин Беролина, който елиминира елитните Виктория Хамбург и Форвертс-Разеншпорт Глайвиц и е спрян чак на осминафинала от хесенския гаулигист Ханау 93. Зрителският интерес към ранните кръгове на състезанието е умерен, но от четвъртфиналните срещи до финала всички стадиони са пълни.
На 8 декември 1935 г. се играе първият финал за Купа Чамер на препълнения от 60 000 души дюселдорфски Райнщадион. В последната среща се срещат шампиона на Германия Шалке 04 и тогавашният най-титулуван клуб на страната Нюрнберг. Нюрнбергци изненадващо надделяват с 2:0. Шалке играят на финала и през следващите две години, но успехът ги спохожда едва на третия път. Гелзенкирхенци губят заключителната среща през 1936 г. от Лайпцих, но на следващата година побеждават Фортуна Дюселдорф. След аншлуса на Австрия към Германския райх на 12 март 1938 г. австрийските отбори се присъединяват към германските клубни състезания и още в първата съвместна година виенските футболисти, едни от най-добрите в Европа за времето си, показват на какво са способни. В последния финал за Купа Чамер преди началото на Втората световна война, игран на 8 януари 1939 г., Рапид Виена побеждава ФШФ Франкфурт на пълния берлински Олимпийски стадион с 3:1.
След като трофеят през следващата година е завоюван отново от Нюрнберг, Дрезденският спортен клуб през 1940 и 1941 г., воден от националния футболист Хелмут Шьон, става първият отбор, защитил трофея си от предходната година. Последният носител на Купа Чамер е австрийският Фърст Виена, надделял над Луфтвафен-Шпортферайн Хамбург с 3:2 на щутгартския стадион Адолф-Хитлер-Кампфбан, на мястото на който днес се намира Мерцедес-Бенц-Арена. До 1953 г. това е последният финал за общогерманска купа.

### Възстановяване на Купата на Германия след края на войната
След края на Втората световна война турнирът се подновява едва през 1952 г. До 80-те години името на трофея е „Клубна купа на Германия“, а след това се променя просто на „Купа на Германия“. Старата Купа Чамер продължава да се дава на победителите до 1964 г. като свастиката, която преди войната е стояла върху купата, е отстранена и заместена с емблемата на футболния съюз. През първите години Купата на Германия практически е своеобразен финален кръг за победителите в отделните регионални германски турнири – за носителите на Купата на Берлин, Северногерманската купа, Южногерманската купа, Югозападногерманската купа и Западногерманската купа. Освен това за турнира са се класирали участниците във финалната среща за първенството на Германия, както и германския аматьорски шампион.
Първият носител на Купата на Германия е Рот-Вайс Есен, където играе станалия през 1954 г. световен шампион Хелмут Ран. Есенци побеждават на финала в Дюселдорф Алемания Аахен с 2:1. През 11-те години от възстановяването на турнира до създаването на Първа Бундеслига през 1963 г. общо 9 различни отбора печелят трофея. Единствено на Карлсруе (през 1955 и 1956 г.) и на Щутгарт (през 1954 и 1958 г.) се отдава да победят на два пъти.
През 1959 г. Шварц-Вайс Есен поднася голяма изненада и печели Купата на Германия. „Черно-белите“ от Есен успяват да се класират в първодивизионната Оберлига Запад едва през сезон 1958/59. В полуфинала за купата те отстраняват Хамбург след 2:1 след продължения, а на финала, игран на 27 декември 1959 г. побеждават Борусия Нойнкирхен с 5:2.

### Купата на Германия след въвеждането на Първа Бундеслига
След 1963 г., когато се създава новата първа дивизия на страната, отборите от бундеслигата автоматично получават право на участие в турнира за Купата на Германия. Друга новост е, че надпреварата за купата се синхронизира с тази за първенството и финалът се състои след края на надпреварата за шампионската титла – през май или юни. Престижът на трофея също се повишава, след като дотогава стои в сянката на първенството, провежда се през есента и зимата и не буди особено голям интерес от страна на германската футболна аудитория. Пример за това е финалът за купата през 1961 г., игран в сряда вечер и посетен от едва 10 000 зрители, а едва няколко журналисти присъстват на мача.
През сезон 1965/66 новакът в Първа Бундеслига Байерн Мюнхен изненадващо печели Купата на Германия. По пътя към трофея „баварците“ отстраняват с 2:0 носителя на купата Борусия Дортмунд, който през същата година печели Купата на носителите на национални купи. Година по-късно Байерн повтарят успеха си и отново триумфират с трофея. След като през 1968 г. Кьолн побеждава на финала тогавашния втородивизионен Бохум, през 1969 г. Байерн Мюнхен празнува за четвърти път спечелването на купата. Така мюнхенският клуб излиза еднолично на първото място по най-много спечелени купи, изпреварвайки Нюрнберг, който може да се похвали с три (от които две Купи Чамер).
Година по-късно Кикерс Офенбах става първият втородивизионен клуб, който печели Купата на Германия. След като Световното първенство в Мексико през 1970 г. започва още на 31 май, ГФС решава осминафиналите за купата да се играят чак през лятната почивка, когато мондиалът е приключил. Все пак, след като офенбахският отбор получава правото да играе в Първа Бундеслига за сезон 1970/71, той на практика е член на германския елит по времето на провеждането на финалната среща (между 3. и 4. кръг на шампионата 1970/71).
Паметен е финалът за купата през 1973 г. между вечните съперници Борусия Мьонхенгладбах и Кьолн. Малко преди срещата става факт преминаването на легендарния плеймейкър на гладбахци Гюнтер Нетцер в Реал Мадрид, а наставникът им Хенес Вайсвайлер е толкава ядосан от това, че оставя Нетцер на пейката. След като редовното време завършва 1:1, Нетцер своеволно влиза в игра в началото на първото продължение и при втория си допир до топката отбелязва решаващото попадение за 2:1, избрано по-късно за „Гол на годината“ в Германия.
След въвеждането на двете подразделения на Втора Бундеслига от сезон 1974/75 квалификационната система за Купата на Германия се променя. Тъй като клубовете от Първа и Втора Бундеслига автоматично получават право на участие, на отделните местни футболни съюзи е предоставено правото да излъчват аматьорски представител в турнира от съответния регион чрез провеждането на купи на отделния футболна организация. Броят на участниците в турнира за Купата на Германия се повишава до 128. Най-успешните отбори в надпреварата през 70-те години са Айнтрахт Франкфурт, спечелили купата през 1974 и 1975 г., Хамбург – през 1976 г. и Кьолн – през 1977 и 1978 г.

### Реномето на Купата на Германия се утвърждава
В края на 70-те години Фортуна Дюселдорф се представя като един типичен турнирен отбор. След като губи финала за Купата на Германия през 1978 г. от шампиона Кьолн с 0:2, дюселдорфци печелят турнира на следващата година с 1:0 след продължения над Херта Берлин. Това е първа победа от шест играни финала за Фортуна след загубите през 1937, 1957, 1958, 1962 и 1978 г. Тъй като през сезон 1978/79 Кьолн участва в турнира за Купата на европейските шампиони, Фортуна Дюселдорф представя Германия за КНК и губи чак на финала с 3:4 след продължения от Барселона. Отличното представяне на червено-белите от Дюселдорф продължава и през 1980 г., когато купата отново е спечелена след 2:1 срещу старите познайници, „козлите“ от Кьолн.
Нещо уникално в историята на турнира се случва през сезон 1982/83: и двата отбора-финалисти идват от един и същи град. Това са първодивизионният Кьолн и втородивизионният Фортуна Кьолн, които се срещат помежду си на Мюнгерсдорфер-Щадион в катедралния град на Рейн. „Козлите“ печелят с 1:0 срещу по-нискодивизионния си съперник.
За първи път Купата на Германия се печели след изпълнение на дузпи през 1984 г., когато на финала на състезанието се срещат Байерн Мюнхен и Борусия Мьонхенгладбах. В антигерой за „жребчетата“ се превръща перспективният футболист Лотар Матеус, който пропуска решаващия наказателен удар като праща топката над вратата и „баварците“ триумфират след 8:7 при дузпите. Куриозен щрих представлява фактът, че по време на финала Матеус е сигурно ново попълнение на Байерн от следващия сезон и е обвързан с предварителен договор.
През следващите две години Байерн Мюнхен отново успява да достигне до финала, който от 1985 г. ежегодно се играе на берлинския Олимпийски стадион. След като изненадващо губят от аутсайдера Байер Юрдинген с 1:2 през 1985 г., „баварците“ вдигат трофея през 1986 г. след 5:2 срещу Щутгарт. На следващата година друг щутгартски отбор достига до финала – Щутгартер Кикерс губят от Хамбург с 1:3.

### Обединение на Германия, успехи на нискодивизионни отбори и близко минало
През сезон 1989/90 осминафиналите на надпреварата се провеждат на 9 ноември 1989 г. След като Щутгарт елиминира Байерн Мюнхен с 3:0 и останалите седем участници на четвъртфиналите са излъчени, малко по-късно вечерта пада Берлинската стена. В предпоследния финал на Купата на Германия, когато в надпреварата участват само западногермански тимове, Кайзерслаутерн изненадва фаворита Вердер Бремен след 3 гола в първите 30 минути на мача и взема трофея след победа с 3:2. През втората част на финалната среща бременци безрезултатно опитват да обърнат резултата в своя полза, но успяват да върнат само две попадения.
От сезон 1991/92 източногерманските отбори влизат в надпреварата като пълноправни участници. Тимовете от ГДР от 1949 до 1991 г. се борят за източногерманската купа, която е еквивалентът на Купата на Германия в Източна Германия. В условията на повишен брой участници в състезанието се въвеждат триетапна квалификация. През първата съвместна година след края на Втората световна война германската купа се печели от втородивизионния Хановер 96, който побеждава Борусия Мьонхенгладбах с 4:3 след изпълнение на дузпи. Освен „червените“ от Хановер, други не-елитни клубове достигат финалната среща в периода от 1992 – 2004 г. Това са Волфсбург, Рот-Вайс Есен, Енерги Котбус, Унион Берлин, Алемания Аахен и аматьорите на Херта Берлин. С изключение на Хановер 96, всички други нискодивизионни отбори губят последната среща за Купата на Германия.
След победата на Щутгарт срещу Енерги Котбус през 1997 г. в следващите девет години носителите на купата са само три отбора – Байерн Мюнхен (5 пъти), Вердер Бремен и Шалке 04 (с по 2 трофея). Четити пъти се постигат „златни дубли“ (победа за първенството и за купата от един и същи отбор). След деветгодишната доминация на триумвирата, Нюрнберг печели турнира през 2007 г.

## Регламент
Всички срещи за Купата на Германия се играят в две полувремена по 45 минути. Победителят от единствената среща между двата отбора продължава в следващия кръг на турнира. В случай, че след изиграването на двете полувремена, резултатът е равен, се преминава към две продължения по 15 минути. Ако и тогава няма победител отборите изпълняват дузпи до крайна победа. Правилата за „златен гол“ или „сребърен гол“, прилагани в други състезания за определени времеви периоди, не намират приложение в турнира за Купата на Германия.
До 1977 г. в случай на равенство след редовното време и продълженията не се изпълняват дузпи, а срещата се преиграва при смяна на домакинството. Едва при равенство в редовното време и продълженията на преиграването се изпълняват наказателни удари. През сезони 1971/72 и 1972/73 вместо в една, победителите се излъчват в две срещи. След като във финалната среща между Херта Берлин и Кьолн през 1977 г. завършва 1:1 след продължения и за първи път в историята на Купата на Германия преиграването се насрочва за след 2 дена, регламентът за купата се изменя, тъй като повторната среща, изиграна след толкова кратко време, носи разбираеми затруднения със себе си. От сезон 1977/78 при равенство в редовното време и продълженията финалната среща не се преиграва, а се изпълняват дузпи. Победителят в надреварата се излъчва след изпълнение на наказателни удари през 1984, 1991, 1992 и 1999 г., а след продължения – през 1979, 2007 и 2008 г.
Правилото за преиграването остава в сила за не-финалните срещи и след 1977 г., но тъй като води до сериозни организационни затруднения, то се премахва от сезон 1991/92, като отново дузпите определят победителя.

### Участници
От сезон 2000/01, с решение на Германския футболен съюз от 23 октомври 1999 г., всички отбори от Първа и Втора Бундеслига са задължени да участват в първия кръг на турнира. Освен тези 36 клуба, 4 най-добре представили се тимове от трета дивизия и 24 аматьорски отбори получават право на участие в първия кръг. Непрофесионалните клубове, които получават покани за участие са победителите за купите на 21 местни футболни съюза плюс по един допълнителен представител от Бавария, Вестфалия и Долна Саксония, който в повечето случаи е финалист в аматьорския турнир. Тъй като в местните турнири участват всички членове на ГФС и те са своеобразно „сито“ за по-слабите отбори, теоретически и практически е възможно всеки един от тях да участва за Купата на Германия.
До сезон 2007/08 е възможно два отбора от един клуб да участват в турнира. След като аматьорите на Щутгарт се падат да играят със своите професионални съотборници във втория кръг на Купата на Германия през 2000 г. и губят с 0:3, футболният съюз променя регламента като забранява два отбора от един и същи клуб да играят помежду си преди финала на състезанието. След въвеждането на Трета лига от 2008 г. участието на аматьорските формации на професионалните клубове за Купата на Германия е преустановено.
Всеки един от 64-те участници в първия кръг получава по 52 000 евро от парите за телевизионни права, а тази сума се удвоява при преминаване в следващ кръг. При излъчване на среща пряко по обществената телевизия парите за отборите възлизат на поне един милион евро, разпределени между домакина и госта в съотношение 60:40. От сезон 2008/09 приходите от преки предавания се променят. От този сезон предаването на срещите от турнира за Купата на Германия се поделя между платения канал Скай Германия и обществените телевизии А Ер Де и Це Де Еф. Всичките 63 срещи от надпреварата се предават пряко по каналите на платената телевизия, а ефирните телевизии излъчват по един мач от всеки кръг по свой избор. Така Купата на Германия дава възможност на малките отбори, които участват в турнира, да укрепнат финансово, а често в мачовете между аматьорски отбор и известен традиционен тим, професионалистите правят значителен материален жест като се отказват от своя паричен дял в полза на своя съперник.

### Жребий
Двойките за първия кръг се теглят от две различни урни. В едната урна се намират имената на всички отбори от първите две дивизии на Германия, а в другата – отборите от Трета лига и по-нискоразредните тимове, достигнали до този етап на надпреварата, както и завършилият на 15. място във Втора Бундеслига от предходната година клуб. Аматьорските клубове по право получават домакинско предимство. При тегленето на жребия за втория кръг, класираните клубове отново се разделят в две урни – на аматьорски и професионални отбори. От следващия, осминафинален, кръг тимовете не се разделят в урни, а осминафиналните двойки се формират чрез последователното теглене на топки с имената на класираните отбори. Първият изтеглен отбор от всяка двойка получава домакинско предимство, без значение дали е от Първа или Втора Бундеслига. При изтеглен отбор от Трета или по-ниска лига, то той получава домакинство, без значение дали е изтеглен първи или втори.

### Финал
Победителите от двата полуфинала за Купата на Германия играят финалната среща помежду си на Олимпийския стадион в Берлин от 1985 г. До 1984 г. стадионът за последния мач се е определял еднократно за случая. Обикновено е избиран град, отдалечен на равно разстояние от градовете на финалистите, така че да е удобен в еднаква степен за феновете и на двата тима. Най-често домакини на финалната среща до 1985 г. са Хановер (8 пъти), Берлин (6 пъти), Дюселдорф, Щутгарт и Франкфурт на Майн (по 5 пъти).
При кандидатурата на Германия за Европейското първенство през 1988 г. ГФС не включва в списъка на градовете-домакини Западен Берлин поради инфраструктурните и организационните затруднения, които биха възникнали от изолираността на града в центъра на комунистическата Източна Германия. Освен това Берлин е обект на множество статутови спорове между страните от соцлагера и западния лагер и невключването на спорната територия е възможност за по-благоприятно приемане на германската кандидатура от страна на източноевропейците. Като компенсация за лишаването от домакинство на срещи от Евро'88 на Западен Берлин се дава правото да провежда финалните срещи от Купата на Германия на градския Олимпийски стадион за период от 5 години. Решението финалът да се провежда в Берлин без оглед на финалистите получава известни критики, но все пак сравнително бързо е прието от футболната аудитория в страната. Опасенията, че много фенове, пътуващи транзитно през ГДР, ще имат проблеми с местните власти не се оправдават. Така след изтичане на 5-годишния период се решава финалите и в бъдеще да продължат да се играят в днешната столица на обединена Германия.
Берлинският Олимпийски стадион се утвърждава за „германския Уембли“, а песента „Берлин, Берлин, пътуваме за Берлин“ става любима на всички футболни агитки. Финалните срещи за Купата на Германия се провеждат пред пълни трибуни, а привлекателността на мачовете е толкова голяма, че билетите за тях свършват далеч преди да е ясно кои отбори ще играят на финала. Отборите-финалисти също често се оплакват, че предоставената им квота от билети не е достатъчна за задоволяването на огромното търсене сред техните привърженици.

### Право на европейска квалификация
От 1960 г. носителят на Купата на Германия получава правото да играе в европейския турнир за Купата на носителите на национални купи, въведен за сезон 1960/61. В случай, че носителят на германската купа и шампионът на Германия са един и същи отбор, то този тим играе за Купата на европейските шампиони (от 1992 г. Шампионска лига), а финалистът за купата участва за КНК.
След закриването на Купата на носителите на национални купи през сезон 1998/99, носителят на германската купа участва за Купата на УЕФА (от 2009 г. Лига Европа). Непроменено остава положението в случай на дублиране на титлата и купата на Германия – в този случай шампионът играе в Шампионската лига, а финалистът – в Лига Европа. Ако и двата отбора-финалисти за купата са си осигурили право да играят в Шампионската лига или в Лига Европа, европейската квота от Купата на Германия се дава на най-добре класираният отбор от Първа Бундеслига, който не е постигнал европейска квалификация.

## Трофеят
Победителите в турнира за Купа Чамер от 1935 до 1943 г. получават официалния трофей „Купа на златния фазан“.
След подновяването на надпреварата през 50-те години, трофеят напомнял твърде много за годините на националсоциализма на тогавашния президент на футболния съюз Пеко Баувенс, но все пак купата е сменена чак през 1964 г., като свастиката от нея е премахната и е заменена от емблемата на Германския футболен съюз. През същата година е направена поръчка към кьолнския майстор на ювелирни изделия Вилхелм Нагел да направи нов трофей, който да се дава на победителя в надпреварата за Купата на Германия. Новата купа за пръв път се печели от Борусия Дортмунд през 1965 г. след победа с 2:0 над Алемания Аахен.
Днешният трофей в състезанието е висок около 52 см, тежи 5,7 кг и има обем от 8 литра. Изработен е от 250 гр. чисто злато, което позлатява основната конструкция от сребро. Декориран е с 12 камъка турмалин, 12 кварцови кристала и 18 нефритени камъка. Емблемата на ГФС също е изработена от зелен нефрит.
По дръжката на купата има място, на което се гравират имената на победителите в турнира през съответната година. След като мястото за гравиране на победителите значително намалява през 1991 г., основата на трофея е преработена и разширена с 5 см, за да се направи място за бъдещите победители, като нова преработка ще е необходима през 2020 г.
През 2002 г. купата е сериозно повредена след празненствата по спечелването ѝ от отбора на Шалке 04 и директора на „кралскосините“ Руди Асауер, който непредпазливо изпуска трофея на земята. Гелзенкирхенският клуб поема задължението да ремонтира купата и разноските по възстановяването възлизат на 32 000 евро, платени лично от Асауер.
Според експерти, материалната стойност на трофея възлиза на поне 100 000 евро.

## Финалисти и победители
В историята на Купата на Германия трофеят е печелен от 24 различни отбора. Най-успелият клуб е рекордният шампион на страната Байерн Мюнхен с 18 победи във финала за купата, следван от Вердер Бремен с 6 успеха и Шалке 04 с 5 купи.
Четири отбора успяват да спечелят титлата и купата на Германия в един и същи сезон: Байерн прави това през 1969, 1986, 2000, 2003, 2005, 2006 и 2008 г., като през 2006 г. за първи път в историята на германския футбол успява да защити „дубъла“ си. Други двойни победители са Шалке 04 (през 1937 г. с Купа Чамер), Кьолн (през 1978 г.) и Вердер Бремен (през 2004 г.).
Шалке 04, Фортуна Дюселдорф, Вердер Бремен и Байерн Мюнхен успяват да играят финали за Купата на Германия в три поредни години, но никой от тези отбори не успява да спечели всичките три финални срещи. Осем пъти клубове успяват да защитят трофея си от предходния сезон, като за последно това прави Байерн през 2005 и 2006 г. „Баварците“ са и единственият отбор, който на два пъти печели купата в две последователни години.
Най-зле представилите се тимове на финала на турнира са Алемания Аахен и Дуисбург, които по три пъти играят последна среща, но нито веднъж не успяват да я спечелят.

## Изненади
Често се използва изразът „Турнирът за купата си има собствени закони“, в чийто смисъл нерядко „футболният Давид“ може да победи Голиат на терена. Историята пази случаи, когато малки неизвестни аматьорски формации елиминират престижни и известни клубове. Почти през всеки сезон аматьорски клуб изхвърля от надпреварата отбор с традиции от професионалния футбол на Германия и печели известност в цялата страна. Такъв е случаят с отборите от градчетата Епинген, Вайнхайм, Гайслинген и Ферстенбергсгройт.
Хамбург е футболният колос на Германия, който най-често допуска изненади в срещите си с непретенциозни тимове. През сезон 1974/75 „червените шорти“ са победени от Епинген с 1:2 във втория кръг на турнира. Десет години по-късно хамбургци отново напускат турнира след поражение от Гайслинген.
Рекордният носител на купата Байерн Мюнхен също е отстраняван от нискодивизионни формации. След загубата на „баварците“ през 1990 г. от севернобаденския отбор 09 Вайнхайм, футболистите на Джовани Трапатони губят своята среща от надпреварата през 1994 г. от третодивизионния Ферстенбергсгройт, който продължава напред и в следващия кръг разгромява саарския 08 Хомбург с 5:1. Ферстенбергсгройт е спрян чак на осминафинала от втородивизионния тогава Волфсбург след 4:5 след изпълнение на дузпи. През сезон 2000/01 Байерн Мюнхен за последен път губи от аматьорски отбор: във втория кръг за Купата на Германия мюнхенци са победени от четвъртодивизионния Магдебург след 4:2 при изпълнението на дузпи.
Айнтрахт Трир на два пъти отстранява силни съперници през сезон 1997/98. Тогавашният третодивизионен отбор отстранява във втория кръг актуалния тогава носител на Купата на УЕФА Шалке 04, а в следващия кръг идва ред и на актуалния тогава победител в Шампионската лига Борусия Дортмунд. Трирци са спрени чак на полуфинала след поражение с дузпи от Дуисбург. Дванадест години преди това Айнтрахт Трир успяват за първи път да победят професионален отбор. Това става срещу Байер Юрдинген, актуален тогава носител на Купата на Германия. След 0:0 в Трир, айнтрахтци изненадващо побеждават с 3:0 при преиграването в Крефелд. Последният подвиг на футболистите на Айнтрахт Трир е от сезон 2009/10, когато в първия кръг за купата те отстраняват елитния Хановер 96, а след това се справят и с втородивизионния Арминия Билефелд. На осминафинала трирският тим е победен с 0:3 от Кьолн.
През 2001 г. се случва прецедент в историята на германския футбол. За пръв и единствен път петодивизионен отбор побеждава елитен клуб – Улм 1846 надделява с 2:1 над Нюрнберг.
Най-изразителната загуба на първодивизионен отбор от аматьорска формация е 1:6 на Айнтрахт Франкфурт от аматьорите на Щутгарт през сезон 2000/01.
Три непрофесионални отбора са достигали до финал за Купата на Германия. Това са аматьорите на Херта Берлин (1993 г.), Енерги Котбус (1997 г.) и Унион Берлин (2001 г.). През паметния за Унион Берлин сезон, отборът е трениран от българския наставник Георги Василев, а в него играят българите Емил Кременлиев, Костадин Видолов и Христо Коилов.
Втородивизионният тогава Хановер 96 печели трофея през 1992 г., като по пътя си елиминира отборите от Първа Бундеслига Борусия Дортмунд, Карлсруе, Вердер Бремен и Борусия Мьонхенгладбах. По това време бременският Вердер е носител на Купата на Германия и на Купата на носителите на национални купи. Това е и единственият случай, когато отбор извън Първа Бундеслига триумфира в надпреварата. Вратарят на Хановер 96 Йорг Зийферс успява да спаси четири дузпи в полуфиналната среща срещу Борусия Мьонхенгладбах и сам реализира победния гол от бялата точка. Преди хановерци и втородивизионният Кикерс Офенбах печели купата, но в този случай финалната среща се провежда по време, когато офенбахския отбор вече е член на Първа Бундеслига и селекцията му отговаря на по-високата конкуренция на елитната дивизия. Това отлагане в случая се дължи на по-ранното изиграване на Световното първенство в Мексико през 1970 г. Други финалисти в турнира, които играят във втора лига, са Бохум през 1968 г., Фортуна Кьолн през 1983 г., Щутгартер Кикерс през 1987 г., Рот-Вайс Есен през 1994 г., Волфсбург през 1995 г. и Алемания Аахен през 2004 г. Фортуна Кьолн е участник в единственото градско дерби във финална среща от турнира, когато губи с 0:1 от съгражданите си от Кьолн.
Спецификата на турнир, в който победителите се излъчват само в една среща и се играе за „всичко или нищо“ от години носи особен заряд и вълнува специалисти и футболни запалянковци в страната и по света.

## Рекорди
Най-продължителната победна серия в турнира за Купата на Германия принадлежи на Фортуна Дюселдорф. Между 4 август 1978 и 28 февруари 1981 г. дюселдорфският отбор няма загуба в турнира и успява да постигне 18 поредни победи. Плодове на тази победна серия са двата спечелини трофея от надпреварата през 1979 и 1980 г. Поредицата на Фортуна е прекъсната от загубата с 1:2 на четвъртфинал от Херта Берлин.
Най-изразителната домакинска победа в състезанието принадлежи на тогавашните гаулигисти Щутгартер Кикерс, които през сезон 1940/41 разгромяват за Купа Чамер 05 Книйлинген със 17:0. Най-изразителната победа като гост е на Байерн Мюнхен, победил аматьорския Валдберг с 16:1 на 15 август 1997 г. Повече от две дузини срещи от турнира за купата завършват с двуцифрени резултати, като в повечето случаи разгромните загуби са нанесени на аматьорски отбори. Най-много голове в един мач от турнир за купата успява да отбележи футболистът на Кайзерслаутерн Карстен Янкер при победата на своя тим с 15:0 срещу Шьонберг 95 на 21 август 2004 г., когато сам вкарва 6 попадения.
Най-титулуваният футболист в турнира е вратарят Оливер Кан с 6 трофея, следван от Бишенте Лизаразу и Мемет Шол, спечелили по 5 купи. Освен това Кан е губил само един финал за германската купа от седем изиграни, като демонстрира отлична успеваемост, що се отнася до финалната среща на турнира. Оливер Рек, Дитер Айлтс и Хайнц Флое могат да се похвалят с по шест финални срещи, а други 15 футболисти – с по пет. Курт Зомерлат е единственият играч, спечелил Купата на Германия в три последователни години. След като той печели надпреварата през 1955 и 1956 г. с Карлсруе, Зомерлат преминава в Байерн Мюнхен и отново триумфира през 1957 г. Днешният изпълнителен директор на Вердер Бремен Клаус Алофс е единственият футболист, спечелил трофея с три различни клуба – това са Фортуна Дюселдорф (през 1979 и 1980 г.), Кьолн (през 1983 г.) и Вердер Бремен (през 1991 г.).
Треньорите с по 3 Купи на Германия са Карл-Хайнц Фелдкамп, Ханес Вайсвайлер, Отмар Хицфелд, Удо Латек, Ото Рехагел и Томас Шааф.
До днес нито един отбор не успява да спечели купата през три последователни години, но на четири отбора се отдава да постигнат финала през три последователни сезона – Шалке 04 (1935 до 1937 г.), Фортуна Дюселдорф (1977/78 до 1979/80), Байерн Мюнхен (1983/84 до 1985/86 и 1997/98 до 1999/2000) и Вердер Бремен (1988/89 до 1990/91).
Срещата с най-висока посещаемост от надпреварата е полуфиналът от сезон 2007/08 между Борусия Дортмунд и Карл Цайс Йена, видян от 80 708 зрители на препълнения Сигнал-Идуна-Парк.
През сезон 2008/09 Вердер Бремен става първият победител в турнира за Купата на Германия, който в продължение на надпреварата не спечелва нито една домакинска среща. Освен това, при полуфиналната победа на бременци над Хамбург на 22 април 2009 г. двата отбора излъчват победителя след изпълнението на дузпи, което е общо 13-ото участие на Вердер при изпълнения от бялата точка в среща от този турнир. Никой друг германски отбор не е участвал толкова често при изпълнения на наказателни удари след равенства в редовното време и продълженията.

## Таблици

### Списък на всички финали за Купата на Германия през годините

#### Купа Чамер
| Година | Победител               | Финалист          | Резултат        | Дата             | Град      | Стадион               | Зрители |
| ------ | ----------------------- | ----------------- | --------------- | ---------------- | --------- | --------------------- | ------- |
| 1935   | Нюрнберг                | Шалке 04          | 2:0             | 8 декември       | Дюселдорф | Райнщадион            | 55 000  |
| 1936   | Лайпциг                 | Шалке 04          | 2:1             | 3 януари 1937 г. | Берлин    | Олимпийски стадион    | 70 000  |
| 1937   | Шалке 04                | Фортуна Дюселдорф | 2:1             | 9 януари 1938 г. | Кьолн     | Мюнгерсдорфер Щадион  | 72 000  |
| 1938   | Рапид Виена             | Франкфурт         | 3:1             | 8 януари 1939 г. | Берлин    | Олимпийски стадион    | 38 000  |
| 1939   | Нюрнберг                | Валдхоф Манхайм   | 2:0             | 28 април 1940 г. | Берлин    | Олимпийски стадион    | 60 000  |
| 1940   | Дрезденски Спортен Клуб | Нюрнберг          | 2:1 (сл. прод.) | 1 декември       | Берлин    | Олимпийски стадион    | 60 000  |
| 1941   | Дрезденски Спортен Клуб | Шалке 04          | 2:1             | 2 ноември        | Берлин    | Олимпийски стадион    | 65 000  |
| 1942   | Мюнхен 1860             | Шалке 04          | 2:0             | 15 ноември       | Берлин    | Олимпийски стадион    | 80 000  |
| 1943   | Фърст Виена             | Ел Ес Фау Хамбург | 3:2 (сл. прод.) | 31 октомври      | Щутгарт   | Адолф-Хитлер-Кампфбан | 45 000  |

#### Купа на Германия
| Година | Победител              | Финалист               | Резултат                       | Дата          | Град         | Стадион              | Зрители       |
| ------ | ---------------------- | ---------------------- | ------------------------------ | ------------- | ------------ | -------------------- | ------------- |
| 1953   | Рот-Вайс Есен          | Алемания Аахен         | 2:1                            | 1 май         | Дюселдорф    | Райнщадион           | 40 000        |
| 1954   | Щутгарт                | Кьолн                  | 1:0 (сл. прод.)                | 17 април      | Лудвихсхафен | Зюдвестщадион        | 60 000        |
| 1955   | Карлсруе               | Шалке 04               | 3:2                            | 21 май        | Брауншвайг   | Градски стадион      | 25 000        |
| 1956   | Карлсруе               | Хамбург                | 3:1                            | 5 август      | Карлсруе     | Вилдпаркщадион       | 25 000        |
| 1957   | Байерн Мюнхен          | Фортуна Дюселдорф      | 1:0                            | 29 декември   | Аугсбург     | Розенаущадион        | 42 000        |
| 1958   | Щутгарт                | Фортуна Дюселдорф      | 4:3 (сл. прод.)                | 16 ноември    | Касел        | Ауещадион            | 28 000        |
| 1959   | Шварц-Вайс Есен        | Борусия Нойнкирхен     | 5:2                            | 27 декември   | Касел        | Ауещадион            | 20 000        |
| 1960   | Борусия Мьонхенгладбах | Карлсруе               | 3:2                            | 5 октомври    | Дюселдорф    | Райнщадион           | 50 000        |
| 1961   | Вердер Бремен          | Кайзерслаутерн         | 2:0                            | 13 септември  | Гелзенкирхен | Глюкауф-Кампфбан     | 18 000        |
| 1962   | Нюрнберг               | Фортуна Дюселдорф      | 2:1 (сл. прод.)                | 29 август     | Хановер      | Нидерзаксенщадион    | 41 000        |
| 1963   | Хамбург                | Борусия Дортмунд       | 3:0                            | 14 август     | Хановер      | Нидерзаксенщадион    | 68 000        |
| 1964   | Мюнхен 1860            | Айнтрахт Франкфурт     | 2:0                            | 13 юни        | Щутгарт      | Некарщадион          | 45 000        |
| 1965   | Борусия Дортмунд       | Алемания Аахен         | 2:0                            | 22 май        | Хановер      | Нидерзаксенщадион    | 55 000        |
| 1966   | Байерн Мюнхен          | Дуисбург               | 4:2                            | 4 юни         | Франкфурт    | Валдщадион           | 62 000        |
| 1967   | Байерн Мюнхен          | Хамбург                | 4:0                            | 10 юни        | Щутгарт      | Некарщадион          | 67 000        |
| 1968   | Кьолн                  | Бохум                  | 4:1                            | 9 юни         | Лудвихсхафен | Зюдвестщадион        | 60 000        |
| 1969   | Байерн Мюнхен          | Шалке 04               | 2:1                            | 14 юни        | Франкфурт    | Валдщадион           | 60 000        |
| 1970   | Кикерс Офенбах         | Кьолн                  | 2:1                            | 29 август     | Хановер      | Нидерзаксенщадион    | 50 000        |
| 1971   | Байерн Мюнхен          | Кьолн                  | 2:1 (сл. прод.)                | 19 юни        | Щутгарт      | Некарщадион          | 71 000        |
| 1972   | Шалке 04               | Кайзерслаутерн         | 5:0                            | 1 юли         | Хановер      | Нидерзаксенщадион    | 61 000        |
| 1973   | Борусия Мьонхенгладбах | Кьолн                  | 2:1 (сл. прод.)                | 23 юни        | Дюселдорф    | Райнщадион           | 69 000        |
| 1974   | Айнтрахт Франкфурт     | Хамбург                | 3:1 (сл. прод.)                | 17 август     | Дюселдорф    | Райнщадион           | 52 000        |
| 1975   | Айнтрахт Франкфурт     | Дуисбург               | 1:0                            | 21 юни        | Хановер      | Нидерзаксенщадион    | 43 000        |
| 1976   | Хамбург                | Кайзерслаутерн         | 2:0                            | 26 юни        | Франкфурт    | Валдщадион           | 61 000        |
| 1977   | Кьолн                  | Херта Берлин           | 1:1 (сл. прод.) 1:0 (преигран) | 28 май 30 май | Хановер      | Нидерзаксенщадион    | 54 000 35 000 |
| 1978   | Кьолн                  | Фортуна Дюселдорф      | 2:0                            | 15 април      | Гелзенкирхен | Паркщадион           | 70 000        |
| 1979   | Фортуна Дюселдорф      | Херта Берлин           | 1:0 (сл. прод.)                | 23 юни        | Хановер      | Нидерзаксенщадион    | 56 000        |
| 1980   | Фортуна Дюселдорф      | Кьолн                  | 2:1                            | 4 юни         | Гелзенкирхен | Паркщадион           | 56 000        |
| 1981   | Айнтрахт Франкфурт     | Кайзерслаутерн         | 3:1                            | 2 май         | Щутгарт      | Некарщадион          | 71 000        |
| 1982   | Байерн Мюнхен          | Нюрнберг               | 4:2                            | 1 май         | Франкфурт    | Валдщадион           | 61 000        |
| 1983   | Кьолн                  | Фортуна Кьолн          | 1:0                            | 11 юни        | Кьолн        | Мюнгерсдорфер Щадион | 61 000        |
| 1984   | Байерн Мюнхен          | Борусия Мьонхенгладбах | 1:1 (7:6 сл. дузпи)            | 31 май        | Франкфурт    | Валдщадион           | 61 000        |
| 1985   | Байер Юрдинген         | Байерн Мюнхен          | 2:1                            | 26 май        | Берлин       | Олимпийски стадион   | 70 000        |
| 1986   | Байерн Мюнхен          | Щутгарт                | 5:2                            | 3 май         | Берлин       | Олимпийски стадион   | 76 000        |
| 1987   | Хамбург                | Щутгартер Кикерс       | 3:1                            | 20 юни        | Берлин       | Олимпийски стадион   | 76 000        |
| 1988   | Айнтрахт Франкфурт     | Бохум                  | 1:0                            | 28 май        | Берлин       | Олимпийски стадион   | 76 000        |
| 1989   | Борусия Дортмунд       | Вердер Бремен          | 4:1                            | 24 юни        | Берлин       | Олимпийски стадион   | 76 000        |
| 1990   | Кайзерслаутерн         | Вердер Бремен          | 3:2                            | 19 май        | Берлин       | Олимпийски стадион   | 76 000        |
| 1991   | Вердер Бремен          | Кьолн                  | 1:1 (4:3 сл. дузпи)            | 22 юни        | Берлин       | Олимпийски стадион   | 73 000        |
| 1992   | Хановер 96             | Борусия Мьонхенгладбах | 0:0 (4:3 сл. дузпи)            | 23 май        | Берлин       | Олимпийски стадион   | 76 000        |
| 1993   | Байер Леверкузен       | Херта Берлин ам.       | 1:0                            | 12 юни        | Берлин       | Олимпийски стадион   | 76 000        |
| 1994   | Вердер Бремен          | Рот-Вайс Есен          | 3:1                            | 14 май        | Берлин       | Олимпийски стадион   | 76 000        |
| 1995   | Борусия Мьонхенгладбах | Волфсбург              | 3:0                            | 24 юни        | Берлин       | Олимпийски стадион   | 75 700        |
| 1996   | Кайзерслаутерн         | Карлсруе               | 1:0                            | 25 май        | Берлин       | Олимпийски стадион   | 75 800        |
| 1997   | Щутгарт                | Енерги Котбус          | 2:0                            | 14 юни        | Берлин       | Олимпийски стадион   | 76 400        |
| 1998   | Байерн Мюнхен          | Дуисбург               | 2:1                            | 16 май        | Берлин       | Олимпийски стадион   | 75 800        |
| 1999   | Вердер Бремен          | Байерн Мюнхен          | 1:1 (5:4 сл. дузпи)            | 12 юни        | Берлин       | Олимпийски стадион   | 75 841        |
| 2000   | Байерн Мюнхен          | Вердер Бремен          | 3:0                            | 6 май         | Берлин       | Олимпийски стадион   | 76 000        |
| 2001   | Шалке 04               | Унион Берлин           | 2:0                            | 26 май        | Берлин       | Олимпийски стадион   | 73 011        |
| 2002   | Шалке 04               | Байер Леверкузен       | 4:2                            | 11 май        | Берлин       | Олимпийски стадион   | 70 000        |
| 2003   | Байерн Мюнхен          | Кайзерслаутерн         | 3:1                            | 31 май        | Берлин       | Олимпийски стадион   | 70 490        |
| 2004   | Вердер Бремен          | Алемания Аахен         | 3:2                            | 29 май        | Берлин       | Олимпийски стадион   | 71 682        |
| 2005   | Байерн Мюнхен          | Шалке 04               | 2:1                            | 28 май        | Берлин       | Олимпийски стадион   | 74 349        |
| 2006   | Байерн Мюнхен          | Айнтрахт Франкфурт     | 1:0                            | 29 април      | Берлин       | Олимпийски стадион   | 74 349        |
| 2007   | Нюрнберг               | Щутгарт                | 3:2 (сл. прод.)                | 26 май        | Берлин       | Олимпийски стадион   | 74 220        |
| 2008   | Байерн Мюнхен          | Борусия Дортмунд       | 2:1 (сл. прод.)                | 19 април      | Берлин       | Олимпийски стадион   | 74 244        |
| 2009   | Вердер Бремен          | Байер Леверкузен       | 1:0                            | 30 май        | Берлин       | Олимпийски стадион   | 72 244        |
| 2010   | Байерн Мюнхен          | Вердер Бремен          | 4:0                            | 15 май        | Берлин       | Олимпийски стадион   | 72 954        |
| 2011   | Шалке                  | Дуисбург               | 5:0                            | 21 май        | Берлин       | Олимпийски стадион   | 75 708        |
| 2012   | Борусия Дортмунд       | Байерн Мюнхен          | 5:2                            | 12 май        | Берлин       | Олимпийски стадион   | 75 708        |
| 2013   | Байерн Мюнхен          | Щутгарт                | 3:2                            | 1 юни         | Берлин       | Олимпийски стадион   | 75 420        |
| 2014   | Байерн Мюнхен          | Борусия Дортмунд       | 2:0 (сл. прод.)                | 17 май        | Берлин       | Олимпийски стадион   | 76 197        |
| 2015   | Волфсбург              | Борусия Дортмунд       | 3:1                            | 30 май        | Берлин       | Олимпийски стадион   | 75 815        |
| 2016   | Байерн Мюнхен          | Борусия Дортмунд       | 0:0 (4:3 сл. дузпи)            | 21 май        | Берлин       | Олимпийски стадион   | 74 322        |
| 2017   | Борусия Дортмунд       | Айнтрахт Франкфурт     | 2:1                            | 27 май        | Берлин       | Олимпийски стадион   | 74 322        |
| 2018   | Айнтрахт Франкфурт     | Байерн Мюнхен          | 3:1                            | 19 май        | Берлин       | Олимпийски стадион   | 74 322        |
| 2019   | Байерн Мюнхен          | РБ Лайпциг             | 3:0                            | 25 май        | Берлин       | Олимпийски стадион   | 74 322        |
| 2020   | Байерн Мюнхен          | Байер Леверкузен       | 4:2                            | 4 юли         | Берлин       | Олимпийски стадион   | 0             |
| 2021   | Борусия Дортмунд       | РБ Лайпциг             | 4:1                            | 13 май        | Берлин       | Олимпийски стадион   | 0             |
| 2022   | РБ Лайпциг             | Фрайбург               | 1:1 (4:2 след дузпи)           | 21 май        | Берлин       | Олимпийски стадион   | 74 322        |
| 2023   | РБ Лайпциг             | Айнтрахт Франкфурт     | 2:0                            | 3 юни         | Берлин       | Олимпийски стадион   | 74 667        |
| 2024   | Байер Леверкузен       | Кайзерслаутерн         | 1:0                            | 25 май        | Берлин       | Олимпийски стадион   | 75 000        |

### Вечно класиране в турнира за Купата на Германия
| Отбор                    | Купи | Финали | Година на спечелване                                                                                                   |
| ------------------------ | ---- | ------ | --- |
| Байерн Мюнхен            | 20   | 24     | 1957, 1966, 1967, 1969, 1971, 1982, 1984, 1986, 1998, 2000, 2003, 2005, 2006, 2008, 2010, 2013, 2014, 2016, 2019, 2020 |
| Вердер Бремен            | 6    | 10     | 1961, 1991, 1994, 1999, 2004, 2009                                                                                     |
| Шалке 04                 | 5    | 12     | 1937, 1972, 2001, 2002, 2011                                                                                           |
| Борусия Дортмунд         | 5    | 9      | 1965, 1989, 2012, 2017, 2021                                                                                           |
| Айнтрахт Франкфурт       | 5    | 8      | 1974, 1975, 1981, 1988, 2018                                                                                           |
| Кьолн                    | 4    | 10     | 1968, 1977, 1978, 1983                                                                                                 |
| Нюрнберг                 | 4    | 6      | 1935, 1939, 1963, 2007                                                                                                 |
| Хамбург                  | 3    | 6      | 1963, 1976, 1987 |
| Щутгарт                  | 3    | 6      | 1954, 1958, 1997 |
| Борусия Мьонхенгладбах   | 3    | 5      | 1960, 1973, 1995 |
| Фортуна Дюселдорф        | 2    | 7      | 1979, 1980 |
| Кайзерслаутерн           | 2    | 7      | 1990, 1996 |
| Байер Леверкузен         | 2    | 4      | 1993, 2024 |
| Карлсруе                 | 2    | 4      | 1955, 1956 |
| Дрезденски Спортен Клуб  | 2    | 2      | 1940, 1941 |
| Мюнхен 1860              | 2    | 2      | 1942, 1964 |
| РБ Лайпциг               | 2    | 2      | 2022, 2023 |
| Рот-Вайс Есен            | 1    | 2      | 1953 |
| Волфсбург                | 1    | 2      | 2015 |
| Шварц-Вайс Есен          | 1    | 1      | 1959 |
| Хановер 96               | 1    | 1      | 1992 |
| Байер Юрдинген           | 1    | 1      | 1985 |
| Лайпцих                  | 1    | 1      | 1936 |
| Кикерс Офенбах           | 1    | 1      | 1970 |
| Рапид Виена              | 1    | 1      | 1938 |
| Фърст Виена              | 1    | 1      | 1943 |
| Дуисбург                 | –    | 4      | – |
| Алемания Аахен           | –    | 3      | – |
| Херта Берлин             | –    | 2      | – |
| Бохум                    | –    | 2      | – |
| Борусия Нойнкирхен       | –    | 1      | – |
| Енерги Котбус            | –    | 1      | – |
| Фортуна Кьолн            | –    | 1      | – |
| Франкфурт                | –    | 1      | – |
| Херта Берлин (ам.)       | –    | 1      | – |
| Луфтвафен Ес Фау Хамбург | –    | 1      | – |
| Щутгартер Кикерс         | –    | 1      | – |
| Унион Берлин             | –    | 1      | – |
| Валдхоф Манхайм          | –    | 1      | – |